# Main (Schiff, 1927)
Die 1927 in Dienst gestellte dritte Main des Norddeutschen Lloyd (NDL) war der dritte seiner überwiegend nach Flüssen benannten Schnellfrachter für den Ostasien- und Australdienst, die sich in Details unterschieden. Nach ihrem Schwesterschiff Aller hatte sie das für zwölf der fünfzehn Neubauten dieser Serie des NDL typische Layout als Viermastfrachter.
Zu Beginn des Zweiten Weltkriegs befand sich das Schiff in der Heimat. 1940 wurde die Main als Transporter für das Unternehmen Weserübung eingesetzt. Sie gehörte zur „Ausfuhrstaffel“ und sollte schwere Ausrüstungsteile und Versorgungsgüter den für die Eroberung von Trondheim eingesetzten Truppen bringen und den Hafen möglichst früh nach der Besetzung erreichen. Das allein fahrende Schiff wurde am 9. April 1940 vom norwegischen Zerstörer Draug vor Haugesund versenkt. Sie war eines der ersten deutschen Schiffe, das von der norwegischen Marine bei der Verteidigung gegen den deutschen Überfall versenkt wurde.

## Geschichte des Schiffes
Die Main wurde 1927 vom Bremer Vulkan in Vegesack unter der Baunummer 644 gefertigt. Sie lief am 30. Juni 1927 vom Stapel und wurde am 4. August 1927 abgeliefert. Zuvor hatte die Werft die zweimastigen Schwesterschiffe Franken und Schwaben 1926 unter den Baunummern 213/214 geliefert, denen dann die viermastigen, etwas längeren Schwesterschiffe Aller (BauNr. 643) im Juni 1927 und Main folgten. Die Bauwerft erhielt jedoch keinen der elf Folgeaufträge, von denen neun an die Deschimag mit der Lahn an ihr Werk Tecklenborg, mit Mosel, Neckar und abweichenden Este an das Stammwerk Weser, mit Oder, Alster, Isar und Donau an den Hamburger Deschimag-Betrieb Vulkanwerft sowie dem Motorschiff Trave an den Stettiner Betrieb gingen. Die beiden restlichen Schiffe Saale und Havel lieferten die Danziger Schichau-Werke als Motorschiffe. Der Klasse zugerechnet wurde dann noch die Elbe und Weser, die der NDL 1934 aufliegend ankaufte und umbauen ließ. Diese in der Endausführung schnellsten Schiffe waren ursprünglich nach einem norwegischen Auftrag auf den Deutschen Werken in Kiel entstanden, aber nicht abgenommen worden.
Die nach einem Nebenfluss des Rhein benannte Main nahm den Namen eines Großfrachters und Auswandererschiffes von 10.067 BRT wieder auf, das als zweite Main von 1900 bis 1914 im Dienst des NDL gestanden hatte und zu den reparierten Opfern des großen Brand des Hoboken-Piers 1902 gehörte. Die zweite Main wurde zum Kriegsende an die Siegermächte ausgeliefert, ohne jedoch in Dienst zu kommen und war 1925 in Frankreich abgebrochen worden. Die erste Main war ein Nordatlantikdampfer von 2899 BRT gewesen, den der NDL von 1868 bis 1890 eingesetzte und der unter britischer Flagge 1892 vor den Azoren ausgebrannt war.

Das neue Schiff war wie das kurz zuvor fertiggestellte Schwesterschiff Aller 160,57 m lang und 19,24 m breit. Vermessen war das Schiff mit 7624 BRT bei einer Tragfähigkeit von 11850 tdw. Sie hatte vier Masten, einen Schornstein, ein rundes Heck und einen leicht geneigten Bug.
Der Antrieb erfolgte über eine Dreifach-Expansionsmaschine, die eine Leistung von 6400 PSi hatte und der Main eine Dienstgeschwindigkeit von 14 Knoten (kn) gab.

Im April 1934 wurde das Schiff noch mit einer Abdampfturbine nachgerüstet, die die Leistung auf bis zu 7250 PS erhöhte und eine Dienstgeschwindigkeit von bis zu 14,5 kn ermöglichte.

### Einsatz bis zum Kriegsbeginn
Die Main blieb bis 1939 im Dienst nach Australien. Sie und ihre Schwesterschiffe liefen in der Regel durch das Mittelmeer auf der Aus- wie Rückreise. Neben Saisongütern wie Wolle und Weizen wurden hauptsächlich Erze von Australien nach Europa transportiert. Güter für Australien auf der Ausreise lasteten die großen Frachter in keiner Weise aus.

1936 wurde die Alster mit 8514 BRT als größtes Schiff neben den Schnellfrachtern Aller (7627 BRT), Main (7624 BRT) und Mosel (8428 BRT) sowie der zum Frachter umgebauten älteren Köln (7881 BRT) nach Australien eingesetzt. Dazu kamen noch die kleineren Erlangen und Goslar (beide 6040 BRT) im Australien- und Neuseeland-Dienst.
Im August 1939 sollte die Main ihre zweite Australienfahrt des Jahres beginnen, ihre erneute Ausreise wurde jedoch wegen der Kriegsgefahr abgebrochen.

### Kriegseinsatz
Im Oktober 1939 wurde erwogen, das Schiff in eine U-Boot-Falle umzubauen. Am 18. März 1940 wurde die Main als Transporter für die Operation Weserübung, die deutsche Besetzung Norwegens, herangezogen. Sie wurde der „Ausfuhrstaffel“ zugeteilt, die das schwere Gerät der ersten Landungseinheiten transportieren sollten.
In den ersten Stunden des 5. April 1940 verließ die Main mit dem ebenfalls für Trondheim vorgesehenen Transporter Levante Brunsbüttel, um bis zum 9. April Trondheim zu erreichen. Der dritte Transporter für Trondheim, die Sao Paulo war schon am Abend des 4. in See gegangen. Die drei Transporter liefen einzeln ihr Ziel an. Die schlechten Wetterbedingungen verzögerten den Anmarsch aller Transporter erheblich. Die geplanten Zeiten konnten nicht gehalten werden.

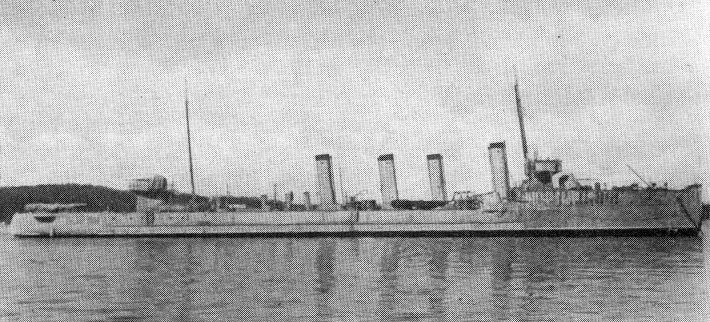
Die Draug

In der Nacht zum 9. April versuchte die Main den Karmsund zu passieren. Sie wurde von dem dort patrouillierenden alten norwegischen Zerstörer Draug gegen 4:00 Uhr entdeckt.
Die Draug hatte in Haugesund Kohlen gebunkert. Ihr Kommandant, Korvettenkapitän (später Vizeadmiral) Thore Horve, hatte am Nachmittag des 8. April die Nachricht vom Marsch deutscher Seestreitkräfte durch die dänischen Meerengen und von der Versenkung des deutschen Transportschiffs Rio de Janeiro durch das polnische U-Boot Orzeł vor Lillesand erhalten. Horve wusste vom Kommandeur des 2. Seeverteidigungsabschnitts, Konteradmiral Carsten Tank-Nielsen, dass dieser den im Raum Bergen stationierten Schiffen den Befehl zum bewaffneten Widerstand gegen alle ausländischen Kriegsschiffe gegeben hatte, die nach Bergen einzulaufen versuchten, und dass er seiner eigenen Einschätzung der Sachlage folgen solle.
Um etwa 2:00 Uhr früh erreichte Horve die Nachricht, dass die Küstenbatterien im Oslofjord das Feuer auf feindliche Kräfte unbekannter Herkunft eröffnet hatten. Die Draug brachte nach Warnschüssen die ohne Flagge nordwärts durch den Karmsund fahrende Main auf. Ihre Frachtpapiere besagten, sie bringe 7.000 Tonnen Koks nach Bergen. Die Main verweigerte aber eine Kontrolle. Tatsächlich bestand die Ladung aus Kriegsmaterial für die deutschen Invasionstruppen in Trondheim, darunter wohl 2.000 Minen.
Der Ablauf des folgenden Geschehens ist unklar.
Im Wissen um die deutsche Besetzung von Bergen und Stavanger, soll Kapitän Horve beschlossen haben, mit der Main als Prise nach Großbritannien zu entkommen; dabei ignorierte er einen Befehl, zum Hardangerfjord zu laufen und dort deutschen Marineeinheiten die Einfahrt zu verwehren.
Der Kapitän der Main soll erst nach mehreren Warnschüssen und der Androhung der Torpedierung der Draug gefolgt sein.

Etwa 40 Seemeilen vor Haugesund sollen die beiden Schiffe am 9. April um 9:00 Uhr morgens von einem Bombenflugzeug der Luftwaffe angegriffen worden sein. Obwohl die Bomben die Schiffe verfehlten habe der Kapitän der Main, angesichts seiner gefährlichen Ladung, sofort den Befehl zur Selbstversenkung und zum Verlassen des Schiffs gegeben. Nachdem die Besatzung in großer Hast in die Boote gegangen war (der Bootsmann ertrank dabei), feuerte die Draug etwa zehn Granaten in die Wasserlinie der Prise, um sie endgültig zu versenken. Der Flugzeugangriff ist nicht bestätigt. Sicher versenkte die Draug die Main, ein exakter Versenkungsort ist nicht feststellbar. Der Kommandant der Draug war davon überzeugt, dass sein veraltetes Schiff keinen Kampfwert gegen die deutschen Angreifer habe, gegen Angriffe durch Flugzeuge wehrlos war und dass seine gut ausgebildete Besatzung auf britischer Seite den größten Verteidigungswert für seine Heimat haben würde.
Mit den 67 Besatzungsmitgliedern der Main als Kriegsgefangenen an Bord fuhr die Draug nach Sullom Voe auf den Shetlandinseln. Auf dem Weg dorthin wurde sie am Morgen des 10. April von den britischen Zerstörern Sikh und Matabele aufgenommen und den Rest des Wegs begleitet. Die deutschen Kriegsgefangenen wurden am Abend an Land gesetzt und dann auf dem französischen Zerstörer Brestois nach Kirkwall gebracht.

### Die Schnellfrachter des NDL
| Name     | Bauwerft                   | BRT  | Länge  | Stapellauf in Dienst  | weiteres Schicksal |
| Franken  | Bremer Vulkan BauNr. 634   | 7789 | 155,8  | 23.02.1926 15.04.1926 | 1939 Padang, 1940 Niederlande: Wangi Wangi, 25. Mai 1941 durch U 103 versenkt |
| Schwaben | Bremer Vulkan BauNr. 635   | 7773 | 155,8  | 10.07.1926 26.08.1926 | aus Santos Ende November 1939 in Deutschland, 1947 an Jugoslawien: Bosna, 1962 abgewrackt |
| Aller    | Bremer Vulkan BauNr. 643   | 7627 | 160,5  | 30.04.1927 7.06.1927  | 1939 Lourenco Marques, 1943 an Portugal: Sofala, 1968 abgewrackt |
| Main     | Bremer Vulkan BauNr. 644   | 7624 | 160,5  | 30.06.1927 4.08.1927  | 9. April 1940 vor Norwegen versenkt, |
| Lahn     | Tecklenborg BauNr. 423     | 8498 | 162,9  | 8.10.1927 24.11.1927  | 1939 Talcahuano, dann Montevideo, 1940 an Argentinien: San Martin, Rio Parana, 1975 abgewrackt |
| Mosel    | Weser BauNr. 870           | 8428 | 162,3  | 10.1927 10.12.1927    | 1939 in Thailand, 1942 an Japan: Tenzui Maru, 18. April 1945 gestrandet |
| Oder     | Vulkanwerft BauNr. 210     | 8516 | 162,96 | 25.10.1927 20.12.1927 | 1939 in Massaua aufgelegt, 24. März 1941 im Bab al-Mandab selbstversenkt |
| Neckar   | Weser BauNr. 871           | 8417 | 162,3  | 24.11.1927 16.01.1928 | 1939 Sperrbrecher 8, August 1944 schwer beschädigt in Brest selbst versenkt |
| Alster   | Vulkanwerft BauNr. 211     | 8514 | 162,9  | 5.01.1928 25.02.1928  | 10. April 1940 in Norwegen aufgebracht, als Empire Endurance am 20. Januar 1941 durch U 73 versenkt |
| Trave    | Vulcan Stettin BauNr. 635  | 7956 | 151,4  | 23.11.1927 9.03.1928  | Motorschiff, 1938 verlängert/Umbau: Regensburg, 1939 Yokohama, 30. März 1943 als Blockadebrecher selbst versenkt |
| Saale    | Schichau-Werke BauNr. 1197 | 7262 | 152,0  | 12.05.1928 26.07.1928 | Motorschiff, 1938 verlängert/Umbau: Marburg, 1939 Neapel, 21. Mai 1941 nach Minentreffer im Mittelmeer gesunken |
| Havel    | Schichau-Werke BauNr. 1198 | 7256 | 152,0  | 9.08.1928 10.10.1928  | Motorschiff, 1938 verlängert/Umbau: Coburg, 1939 Massaua, 4. März 1941 im Indischen Ozean selbst versenkt |
| Isar     | Vulkanwerft BauNr. 213     | 9026 | 166,4  | 23.01.1929 4.05.1929  | 1947 an Großbritannien ausgeliefert, 1952 Türkei, 1965 abgewrackt |
| Donau    | Vulkanwerft BauNr. 214     | 9026 | 166,4  | 25.03.1929 6.06.1929  | 17. Januar 1945 mit einer Haftmine vor Oslo versenkt |
| Este     | Weser BauNr. 884           | 7915 | 158,7  | 5.06.1930 12.08.1930  | Zweimaster, 1939 Willemstad, 1940 Niederlande: Suriname, 13. September 1942 durch U 558 versenkt |
| Elbe     | Deutsche Werke BauNr. 215  | 9179 | 155,5  | 26.05.1929 15.11.1934 | ex Sud Espreso, Holstein, Wenatchee Star, Motorschiff, auf norwegische Rechnung gebaut / nicht abgenommen, 1934 Ankauf durch NDL / Umbau und neue Maschinenanlage, 17 kn, 1939 in Yokohama, 6. Juni 1941 im Mittelatlantik beim Versuch des Blockadebruchs durch Flugzeuge der Eagle versenkt. |
| Weser    | Deutsche Werke BauNr. 214  | 9179 | 155,5  | 18.02.1929 27.09.1934 | ex Sud Americano, Schleswig, Yakima Star, Motorschiff, auf norwegische Rechnung gebaut, s. Schwesterschiff, 1939 in Mittelamerika, 26. September 1940 vor Manzanillo durch kanadischen Hilfskreuzer aufgebracht: Vancouver Island, 15. Oktober 1941 im Nordatlantik durch U 558 versenkt.      |